# Paradyż (powiat Opoczyński)
Paradyż is een dorp in de Poolse woiwodschap Łódź. De plaats maakt deel uit van de gemeente Paradyż en telt 530 inwoners.